# Jonathan Rivera Vieco
Jonathan Samuel Rivera Vieco (* 25. Januar 1979 in Valencia, Spanien) ist ein spanischer Handballspieler.
Der 1,91 m große Rivera Vieco kann im Rückraum vielseitig eingesetzt werden.
Jonathan Rivera Vieco begann in seiner Heimatstadt mit dem Handballspiel. Für den örtlichen CBM Valencia debütierte er in der spanischen Liga ASOBAL, gewann jedoch nie einen Titel. Zu dieser Zeit lernte er auch die dänischen Handballspielerin Maja Sommerlund kennen, die 2002 jedoch Spanien wieder verließ und nach Deutschland zum Frankfurter HC wechselte; 2004 folgte ihr Rivera Vieco und heuerte beim Zweitligisten Reinickendorfer Füchse an. Nach nur einem Jahr zog er weiter zum Dessau-Roßlauer HV, während seine Freundin beim Thüringer HC unterschrieb. Als die Anhalter 2008 in finanzielle Schwierigkeiten gerieten und zunächst keine Lizenz für die folgende Saison erhielten, kehrte Rivera Vieco zu seinem alten Verein zurück, der sich inzwischen Füchse Berlin nannte und in die 1. Handball-Bundesliga aufgestiegen war. Dieser Vertrag lief bis zum Saisonende 2008/2009, jedoch wechselte er im Januar 2009 vorzeitig zum HSC 2000 Coburg.

## Belege
1. ↑  www.t-online.de: Jonathan Rivera kehrt zurück nach Berlin, abgerufen am 12. November 2017
2. ↑  Füchse verpflichten Stralsunder (Memento vom 24. Januar 2012 im Internet Archive)

| Personendaten    | Personendaten                                      |
| ---------------- | -------------------------------------------------- |
| NAME             | Rivera Vieco, Jonathan                             |
| ALTERNATIVNAMEN  | Rivera Vieco, Jonathan Samuel (vollständiger Name) |
| KURZBESCHREIBUNG | spanischer Handballspieler                         |
| GEBURTSDATUM     | 25. Januar 1979                                    |
| GEBURTSORT       | Valencia, Spanien                                  |